# Miguel de Eguía
Miguel de Eguía (Estella, hacia 1495-Estella, 1546) fue yerno de Arnao Guillén de Brocar y, a la muerte de este en 1523, junto con su cuñado Juan de Brocar, se hizo con el próspero negocio de impresión y edición que había levantado Brocar. Eguía a través de sus ediciones difundió la obra de humanistas, principalmente de Erasmo de Róterdam y de Antonio de Nebrija. Cuando se desató la Contrarreforma fue denunciado en 1541 ante la Inquisición por ser "alumbrado" y "luterano". Este tribunal lo mantuvo en la cárcel durante tres años, al cabo de los cuales salió sin cargos. Se casó en segundas nupcias y residió en Estella, donde disfrutó de una distinguida posición social, política y económica. Aquí, entre otras muchas iniciativas, montó un taller de imprenta. Falleció en su ciudad natal a finales de 1546.

## Familia beaumontesa
Miguel de Eguía nació en Estella en torno a 1495, perteneció a una familia distinguida de la localidad, significada políticamente por encabezar el bando beamontés, que en el Reino de Navarra desde hacía medio siglo mantenía una encarnizada contienda con el  agramontés. La  invasión de Navarra, en 1512, promovida por Fernando el Católico y apoyada por los beamonteses, dio especial relevancia a la familia Eguía a raíz de su decidido enfrentamiento y victoria sobre los agramonteses de Estella, donde éstos eran mayoritarios. Por este motivo el padre de Miguel de Eguía y cuatro de sus hijos, entre los que se encontraba Miguel, fueron recompensados por Castilla con privilegios y rentas vitalicias. 
En los momentos previos a la invasión castellana, la familia de Miguel de Eguía se exilió en Castilla, concretamente en Logroño, donde en 1501 se había instalado Arnao Guillén de Brocar, después de su estancia en Pamplona. Con frecuencia se afirma que Miguel de Eguía conoció en esta ciudad a Brocar y que este le tuteló en el "aprendizaje" de impresor. Pero, entre otros argumentos que contradicen esta suposición, se ha de tener en cuenta que, dada la elevada posición social y económica de Eguía, sería inadmisible que se dedicara a un trabajo "mecánico", inadecuado para su linaje, y por otra parte, en su corta estancia en Logroño se concentraría en los preparativos para la invasión del Reino de Navarra en la que participó con su familia de manera muy destacada.

## En la familia de Brocar (1518-1538)
De lo único que hasta la fecha se tiene certeza es que Miguel de Eguía se casó en Alcalá de Henares en 1518 con María, la única hija de Brocar, en aquel entonces encumbrado por la impresión de la Biblia políglota complutense. Al contraer matrimonio Eguía tendría 23 años. Su esposa aportó una dote extraordinaria, lo que da a entender que la contribución de novio estaría a la misma altura. 

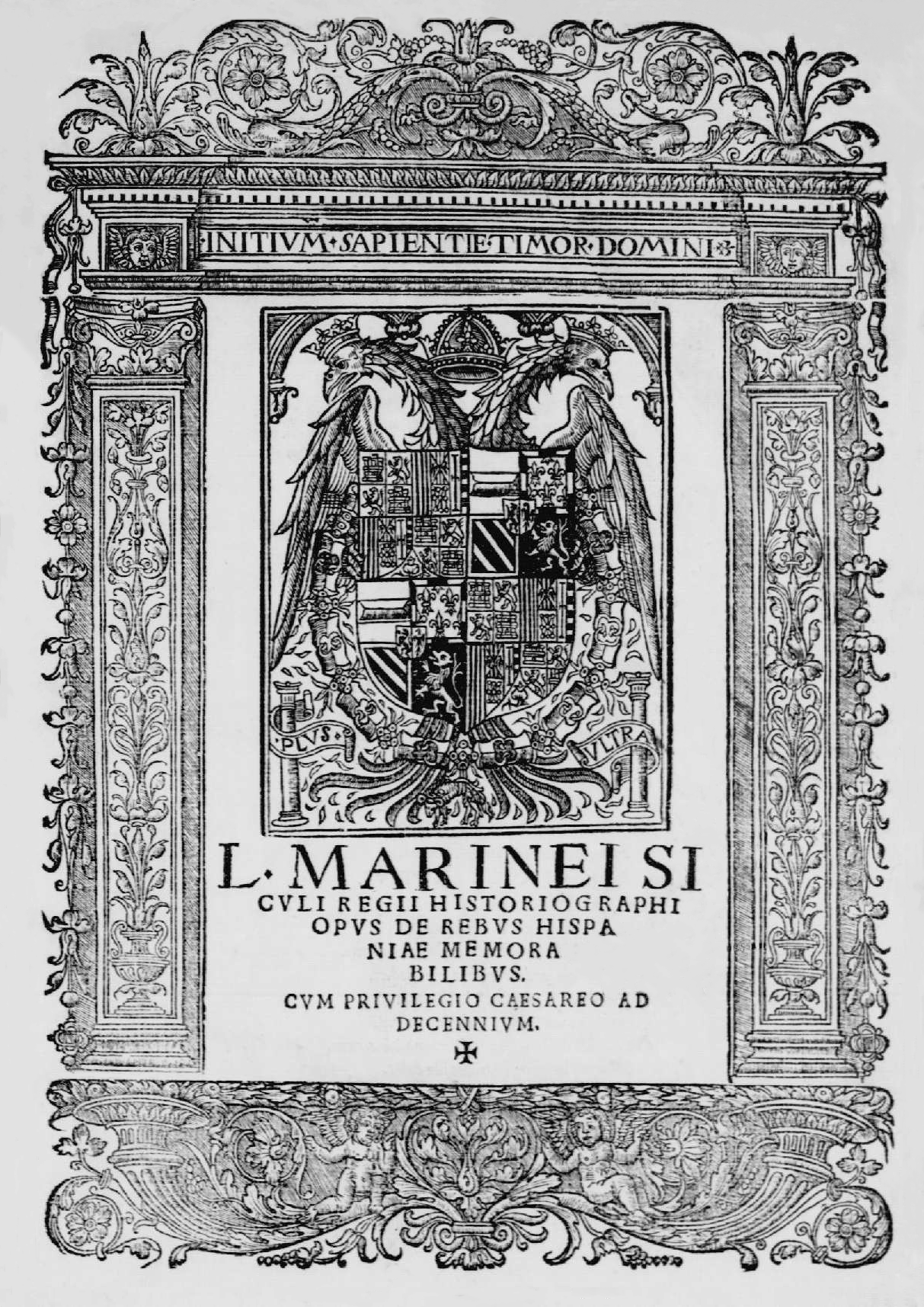
De rebus Hispaniae memorabilibus, Lucio Marineo Sículo (Alcalá de Henares, 1530)

Aunque no se dispone de base documental, es probable que Miguel de Eguía hubiera sido o fuera por aquellas fechas estudiante de la Universidad, en la que también años después estudiaría el que sería su cuñado, Juan de Brocar. A partir de la boda Eguía se dedica a los negocios de Brocar y, cuando este fallece en 1523, asume su dirección. Así se constata que de las nueve ediciones que vieron la luz al año siguiente, solo una llevaba el nombre de Brocar, posiblemente porque el fallecimiento se produjo mientras esta se imprimía, y el resto apareció con el nombre de Eguía. —conviene precisar que en aquel tiempo sus dos cuñados, también herederos, eran menores de edad—. Sea como fuere, Eguía dio un fuerte impulso al negocio familiar, que disfrutaba del monopolio de impresión de la  Bula de la Cruzada, para lo que contaba con talleres en Valladolid y Toledo, poseía los derechos de edición de las demandadas obras de Nebrija y editó buena parte de las firmadas por Erasmo de Róterdam, el autor celebrado en toda Europa, que se imprimían en sus talleres de Alcalá de Henares y Logroño.
Miguel de Eguía fue  más que un impresor, fue un  humanista, que escribía en un latín depurado, y sacaba a la venta libros cuidadosamente impresos, embellecidos por solemnes portadas renacentistas, artísticas iniciales de adorno, portadas de dos tintas, la limpieza de las letras de impresión y la buena calidad del papel. Utilizaba tipografías góticas y redondas y, sin ser el primero en usar la letra cursiva o  bastardilla, máxima expresión de la latinidad clasicista durante esa centuria, la empleó de forma sistemática en sus ediciones . Pero por encima de los aciertos formales, destaca su sagacidad para editar obras novedosas o de autores consagrados que dieron lugar a grandes y reiteradas ediciones.

## Procesado por la Inquisición (1531-1534)
Cuando se desata la Contrarreforma se inicia la persecución de aquellos que se habían manifestado próximos al luteranismo o al erasmismo, y entre ellos destacaba Miguel de Eguía por lo que en 1531 fue denunciado ante la Inquisición  por "luterano" y "erasmista". Detenido en Estella, fue trasladado al tribunal inquisitorial de Valladolid, en cuya cárcel permaneció durante tres años, al cabo de los cuales salió libre sin cargos.

## Regreso a Estella (ca. 1530-1546)
Al poco de fallecer su esposa María Brocar, en 1530 volvió a contraer matrimonio —se había quedado viudo con un hijo y una hija muy pequeños— y lo llevó a cabo con Lucía de Rojas y Berrio, perteneciente a una influyente familia de Pamplona; ella tendría 17 años y él unos 35. Tuvieron cinco hijos. Al volverse a casar perdió los derechos que tenía como viudo de la hija de Brocar, que  en 1537 pasaron amistosamente a su cuñado Juan de Brocar —Pedro, el otro cuñado, había muerto para entonces. 

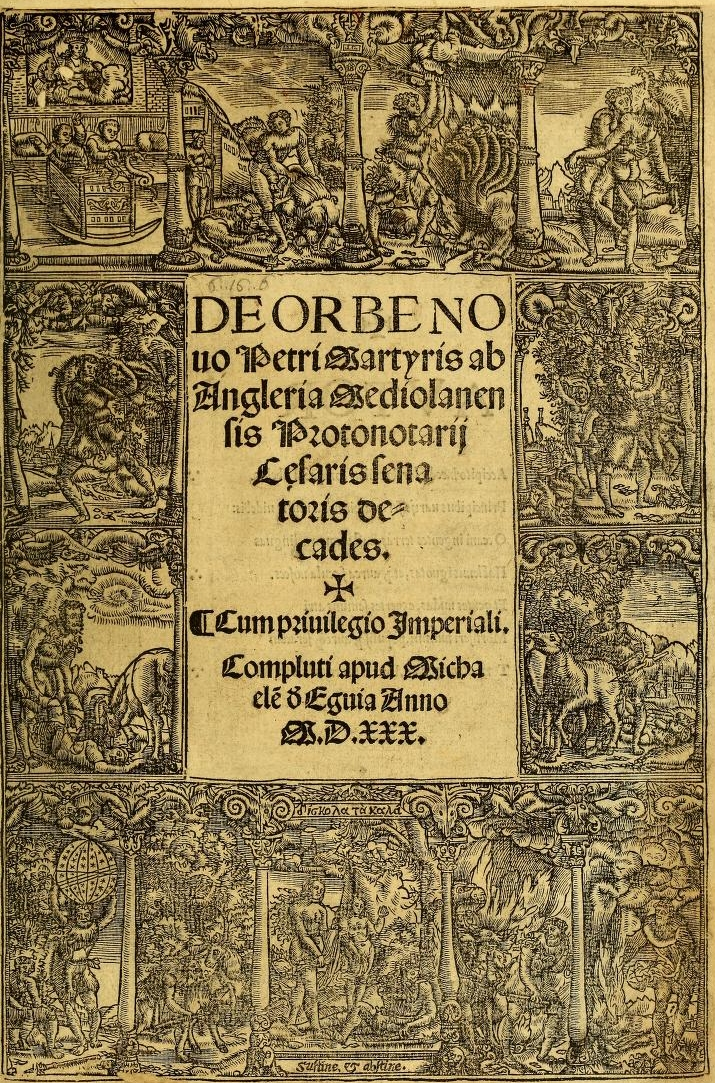
De Orbe novo, de Pedro Mártir de Anglería. En la portada aparecen el lugar de edición, el año y Miguel de Eguía como responsable

En lo sucesivo, afincado definitivamente en Estella, se dedicó a negocios de diversa índole: tierras, rebaños, casas en diversas localidades de Navarra, incluida Pamplona, arriendo de molinos y trujales y comercio con ramificaciones que llegaban a Flandes, etcétera.
Al final de su vida instaló una imprenta en Estella, la única existente entonces en el Reino de Navarra, para lo cual había obtenido del Consejo Real de Navarra autorización para exportar sus libros sin cargas aduaneras a los demás reinos hispánicos. Para gobernar la imprenta contrató a un experimentado tipógrafo, Adrián de Amberes. Su primera edición fue el Vocabularium Ecclesiasticum de Rodrigo Fernández de Santaella; se trataba de una obra publicada de forma reiterada, de la que Eguía ya había sacado una edición en Alcalá de Henares en 1529, y que —según explica en la introducción que redacta en latín— en esta ocasión la ofrece depurada de erratas y supresiones que, en buena parte, atribuye a la ignorancia de los impresores.
Sin dejar de lado los negocios, participó directamente en la política municipal, de tal manera que fue alcalde del Regimiento —Ayuntamiento— de Estella al año siguiente de salir de la cárcel de la Inquisición (1535) y repitió en el cargo siete años más tarde; fue regidor del Regimiento en dos ocasiones (1537 y 1539) y el año anterior a su muerte ocupó el cargo municipal de jurado por la parroquia de San Miguel a la que pertenecía. 
En más de una ocasión manifestó un carácter violento, al igual que su segunda mujer. Por estos motivos los dos fueron procesados —él en 1537 y ella en 1550, a los cuatro años de enviudar— y conducidos a la cárcel de Pamplona en su momento.
Miguel de Eguía falleció en noviembre de 1546, cuando rondaba los cincuenta años. Dispuso ser enterrado en el convento de San Francisco de su ciudad natal, junto a su primera esposa, en la capilla que esta había fundado. En consecuencia, renunció a reposar en la solemne tumba familiar de su parroquia. 
Dejó a su viuda como usufructuaria. Para el primogénito del primer matrimonio consiguió una plaza de canónigo en la catedral de Pamplona  —tenía 22 años y había estudiado en Salamanca— y para el del segundo matrimonio creó un mayorazgo; a los otro cinco hijos les dejó una herencia sustanciosa.

## Reconocimientos
Lleva su nombre una calle del barrio de Remontival de la ciudad de Estella. Dicho barrio fue promovido por la Editorial Salvat para sus trabajadores, cuando esta empresa se instaló en la localidad.
El Centro Tecnológico de Estella lleva el nombre de Miguel de Eguía. Inaugurado en 2011, su construcción y puesta a punto tuvo un coste de ocho millones de euros. Además de las funciones inherentes a este tipo de instalaciones, desempeña las de un vivero de empresas.

## Galería de imágenes

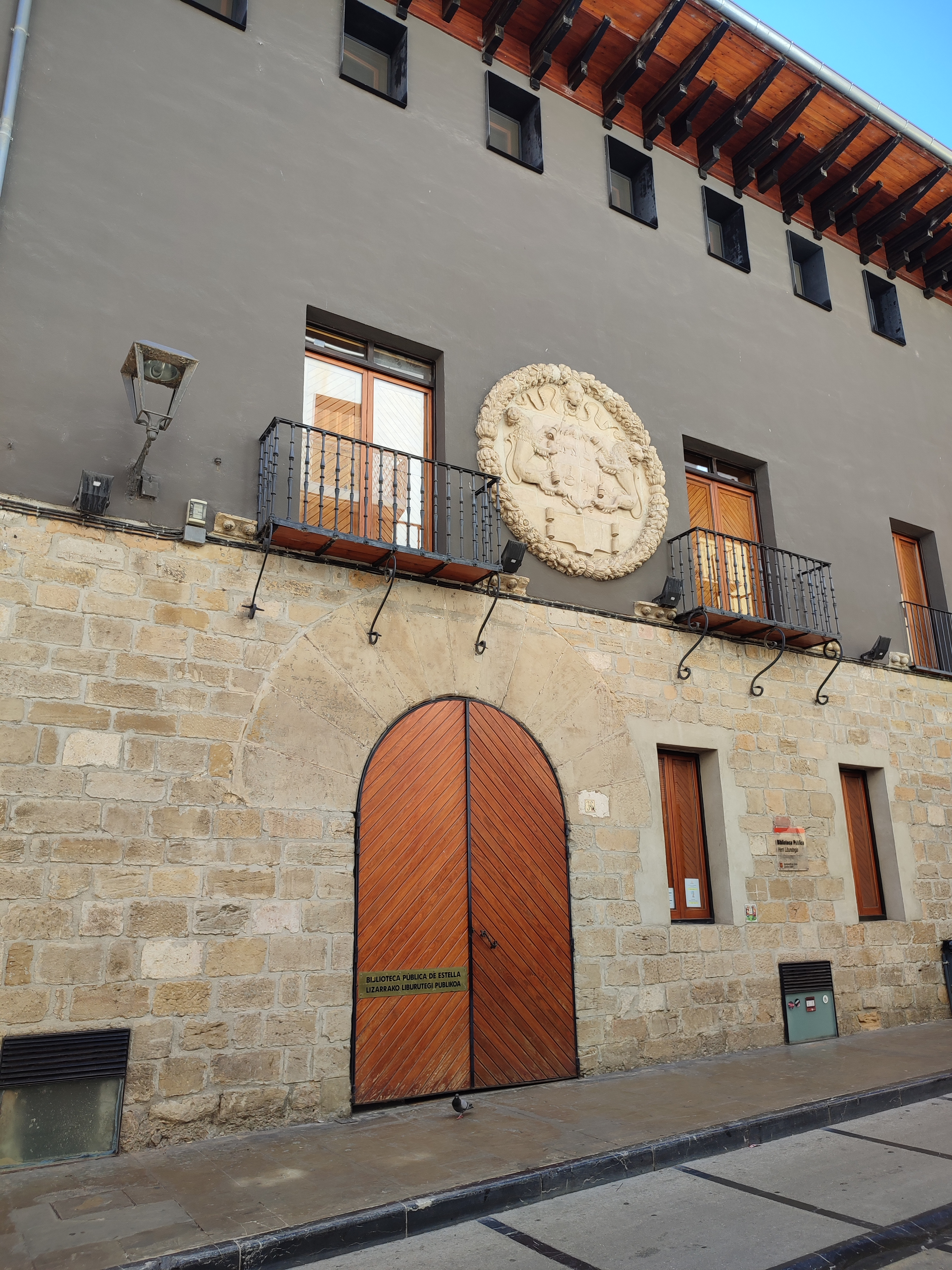
Palacio de los Eguía en Estella; en la fachada luce el escudo familiar (hoy sede de la Biblioteca Pública)
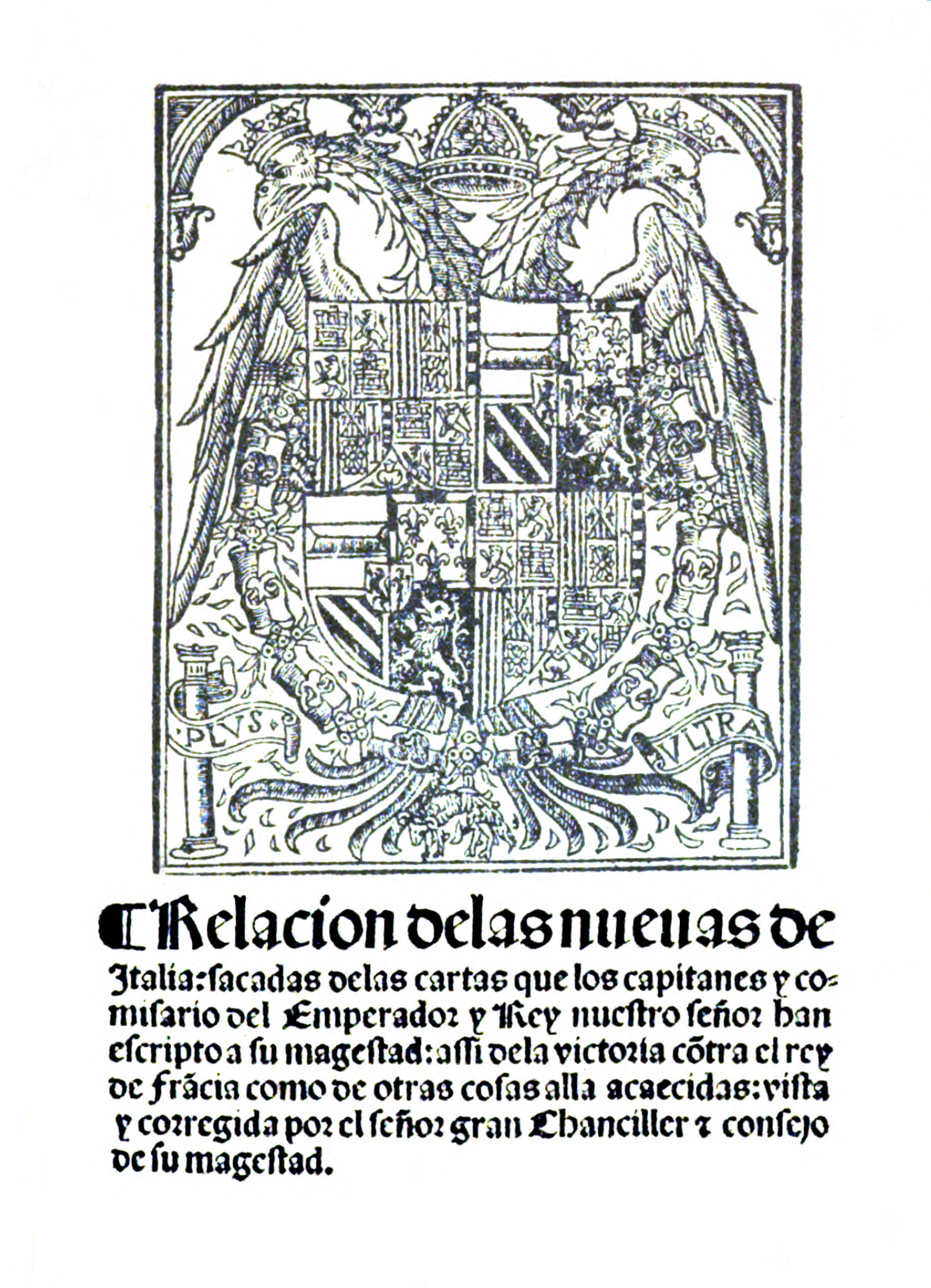
Relación de las nuevas de Italia de Alonso de Valdés (Eguía, Alcalá de Henares, 1525)
- Comentarios al evangelio de san Marcos por Erasmo de Róterdam. (Eguía, Alcalá de Henares, hacia 1525)
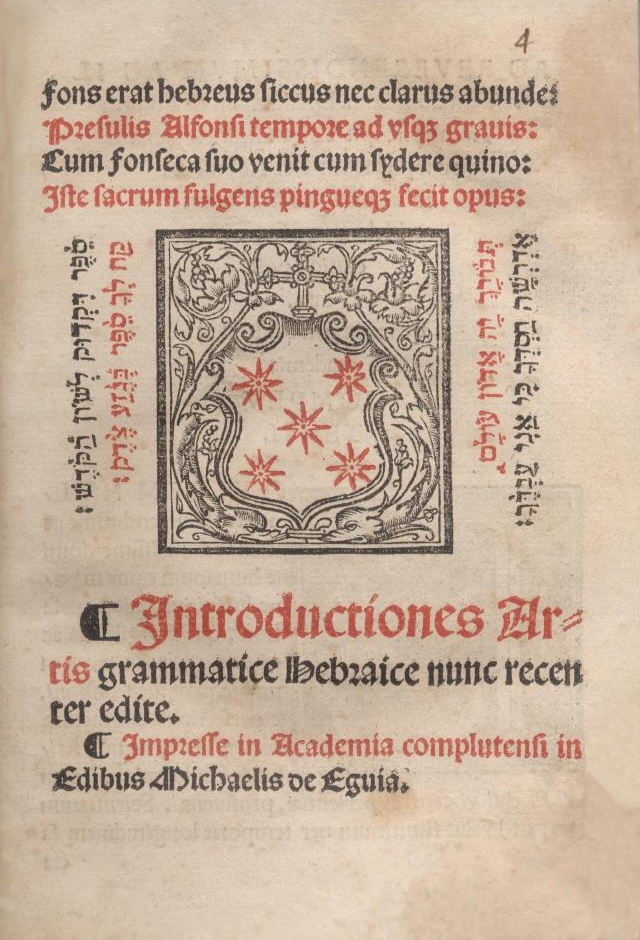
Introductionis artis Grammaticae hebraica (Eguía, Alcalá de Henares, 1526)
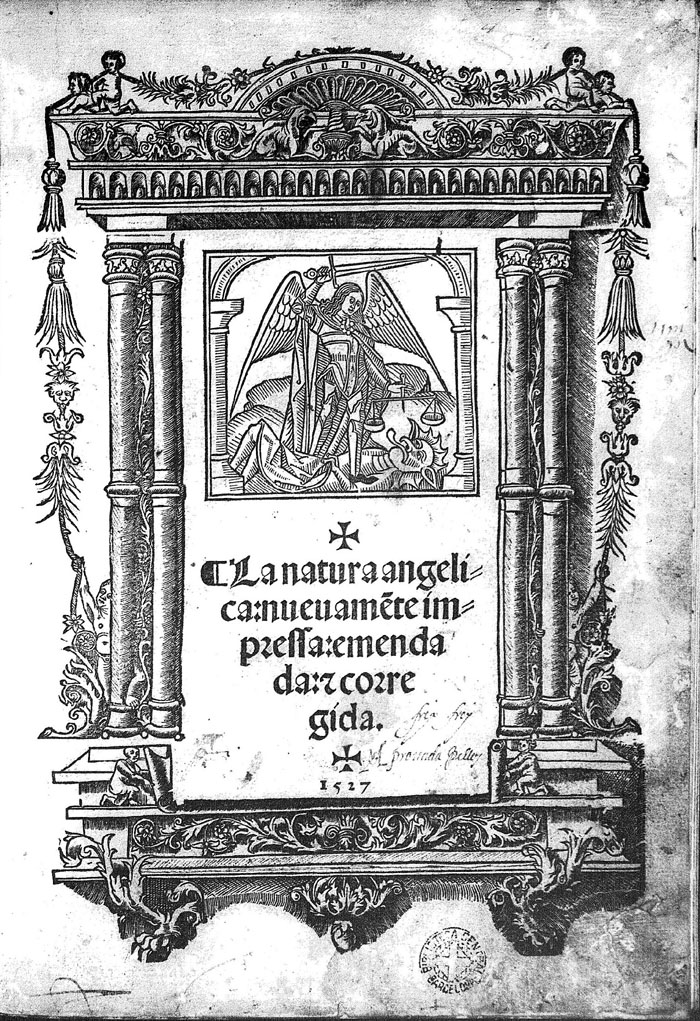
Libro sobre los ángeles de Francesc Eiximenis (Eguía, Alcalá de Henares, 1527)
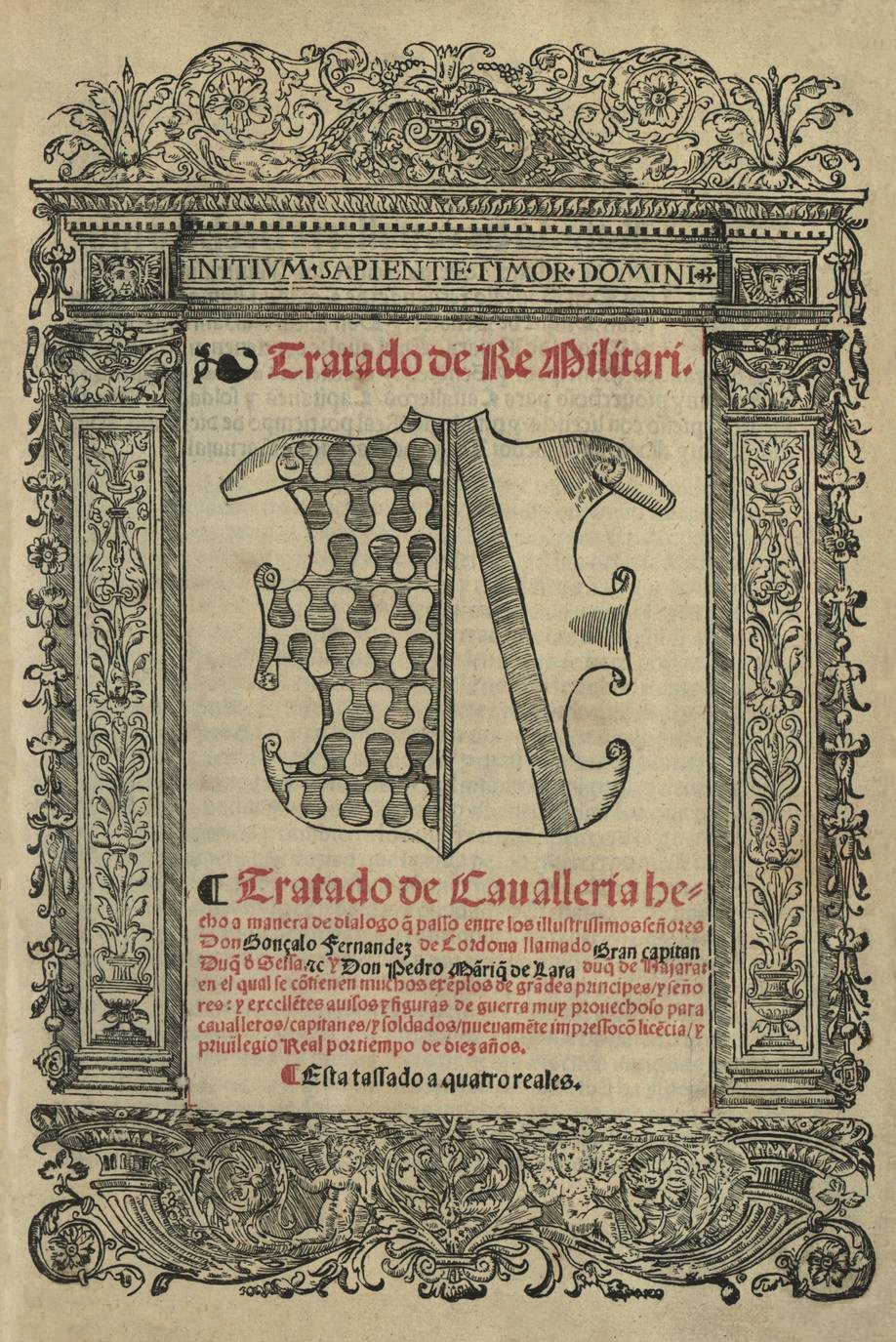
Tratado de re militari de Diego de Salazar (Eguía, Alcalá de Henares, 1536)
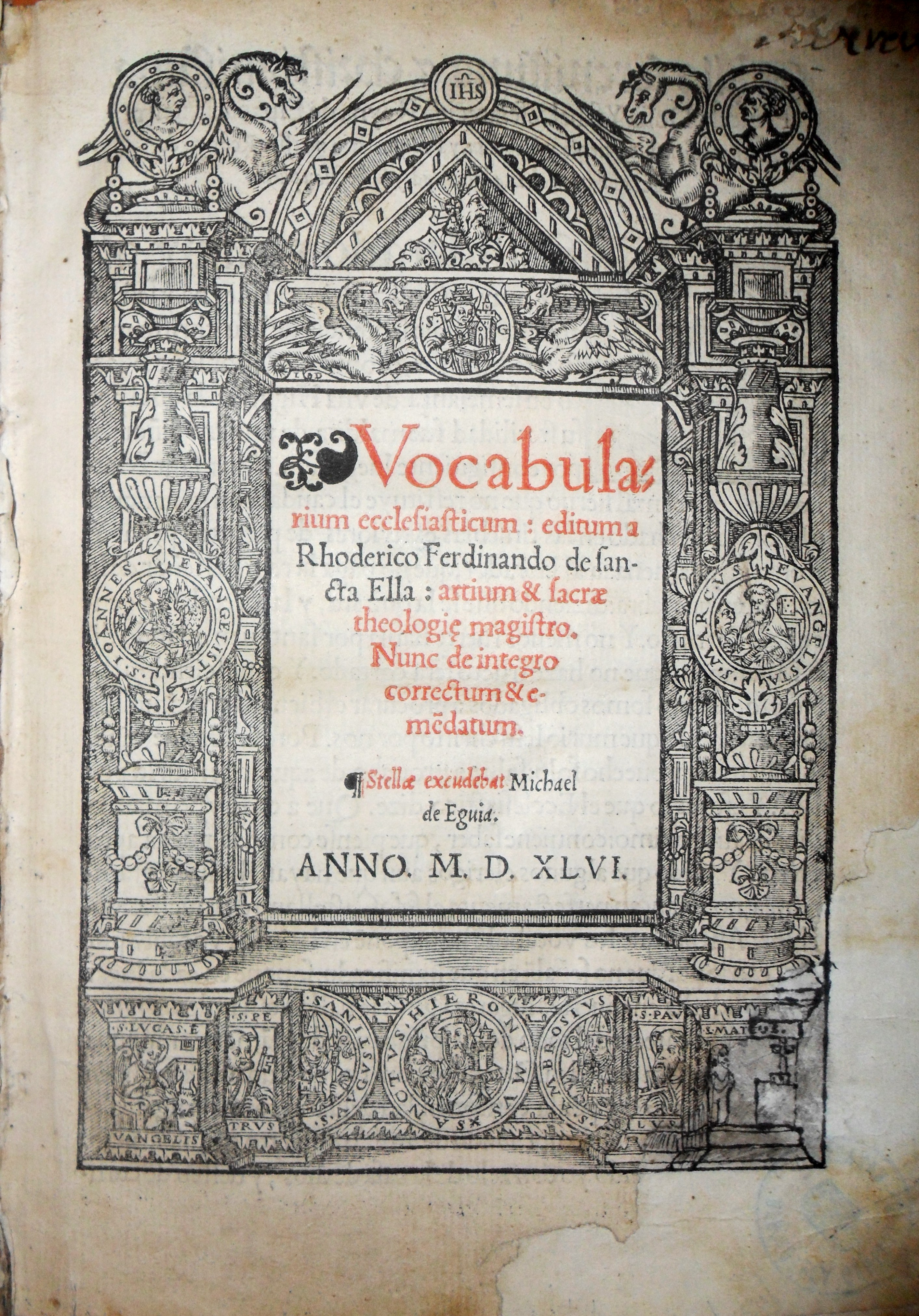
Vocabularium ecclesiasticum, de Rodrigo Fernández de Santaella (Eguía, Estella, 1546)